# セスジキノボリカンガルー
セスジキノボリカンガルー（背筋木登長尾驢、Dendrolagus goodfellowi）は、哺乳綱二門歯目カンガルー科キノボリカンガルー属に分類される有袋類。

## 分布
インドネシア、パプアニューギニア（ニューギニア島東部）

## 形態
体長57.4-62.5センチメートル。尾長64.5-76センチメートル。体重6.7-9.1キログラム。背の中央部に体毛の渦があり、体毛は渦から分かれて前方へ向かう。胴体背面の毛衣は暗い黄白色や褐色、赤褐色で、正中線に沿って2本の黄褐色や淡褐色の縦縞が入り和名の由来になっている。縦縞は頭部や腰で明瞭。顎や喉の毛衣は白く、腹面や四肢内側の毛衣は黄褐色や明赤褐色。尾の毛衣は黄褐色で、暗色斑が入る。

## 分類
アカキノボリカンガルーの亜種とする説もある。

## 生態
多雨林に生息する。採集例は標高1,200-1,500メートルに限られるが、標高680-2,865メートルに生息すると考えられている。薄明薄暮性傾向が強いが、人間が多い地域では夜行性傾向が強くなる。
食性は植物食で、木の葉、果実などを食べる。
繁殖形態は胎生。妊娠期間は3-5週間。1回に1頭の幼獣を産む。幼獣は生後10-12か月は育児嚢の中で生活する。

## 人間との関係
生息地では食用とされることもある。
開発や採掘による生息地の破壊、食用の狩猟などにより生息数は減少している。